# Носкинбаш
Носкинбаш (Эскалбы) — озеро в Тавдинском районе Свердловской области России, десятый по площади водоём Свердловской области.

## Географическое положение
Озеро Носкинбаш расположено на территории муниципального образования «Тавдинский городской округ» Свердловской области, в 23 километрах к юго-востоку от станции Карабашка Свердловской железной дороги, к северу от болота Носкинбаш. Озеро площадью — 21 км², с уровнем воды — 64,5 метра.

## Описание
Озеро имеет поверхностный сток - Носка (бассейн реки Иртыш), местами заболочено, по берегам - лиственный лес. В озере водится щука, окунь, карась, чебак, и гнездится водоплавающая птица.

## Топоним
Второе названия озера — Эскалбы, что с татарского языка означает племя тобольских татар.